# باشگاه فوتبال اینورنس کالدنیون تیسل
باشگاه فوتبال اینورنس کالدنیون تیسل (انگلیسی: Inverness Caledonian Thistle F.C.) یک باشگاه فوتبال در شهر اینورنس، اسکاتلند است.
این باشگاه که در سال ۱۹۹۴ تأسیس شده سابقه یک قهرمانی در لیگ دسته اول فوتبال اسکاتلند و یک قهرمانی در جام حذفی فوتبال اسکاتلند را در کارنامه دارد.